# Horace William Strutt
Horace William Strutt, avstralski general in politik, * 19. december 1903, † 5. november 1985.
Med letoma 1946 in 1956 je bil poslanec Parlamenta Tasmanije.